# Dongfeng Peugeot-Citroën Automobile
Dongfeng Peugeot-Citroën Automobile Company, Limited (神龙汽车有限公司S) è una joint-venture nata nel 1992 e che vede la collaborazione tra la casa automobilistica cinese Dongfeng Motor Corporation ed il francese Gruppo PSA, detentore dei marchi Peugeot e Citroën.

## Storia

### Le origini
I primi semi della collaborazione fra Gruppo PSA e Dongfeng risalgono al 1984, quando i due costruttori stipularono un accordo per la vendita di modelli Citroën, in particolare di CX, nel mercato cinese. All'epoca, la Dongfeng era nota con il nome di Second Automobile Works ed era quasi esclusivamente dedita alla produzione di autocarri. La collaborazione con il gruppo PSA diede alla Casa cinese, all'epoca controllata dal governo di Zhao Ziyang, la possibilità di espandere il suo giro di affari e di contrastare la Volkswagen Santana (in pratica una Passat di seconda generazione con carrozzeria a tre volumi), all'epoca piuttosto apprezzata nel Paese mandarino.
Nel 1985 anche la Peugeot, il secondo marchio appartenente al Gruppo PSA, fu introdotto nel mercato cinese: tale operazione fu realizzata mediante la stipula di una collaborazione fra la Casa del Leone Rampante e la Guangzhou, un costruttore di autobus con sede a Canton. Obiettivo di tale collaborazione fu l'assemblaggio e la vendita nel mercato cinese dei modelli 504 e 505. Nel corso degli anni, però, le vendite poco incoraggianti spinsero il gruppo PSA a far cessare la joint-venture.
Continuò invece a rimanere in piedi la collaborazione tra Citroën e Dongfeng, che il 18 maggio del 1992 sfociò nella nascita della Shenlong Automobile, che solo in un secondo momento avrebbe definitivamente mutato la propria ragione sociale in Dongfeng Peugeot-Citroën Automobile, con sede a Wuhan, ma che dal 1995 avrebbe esteso la propria produzione anche ad un nuovo stabilimento a Xiangyang.

### I primi anni di produzione

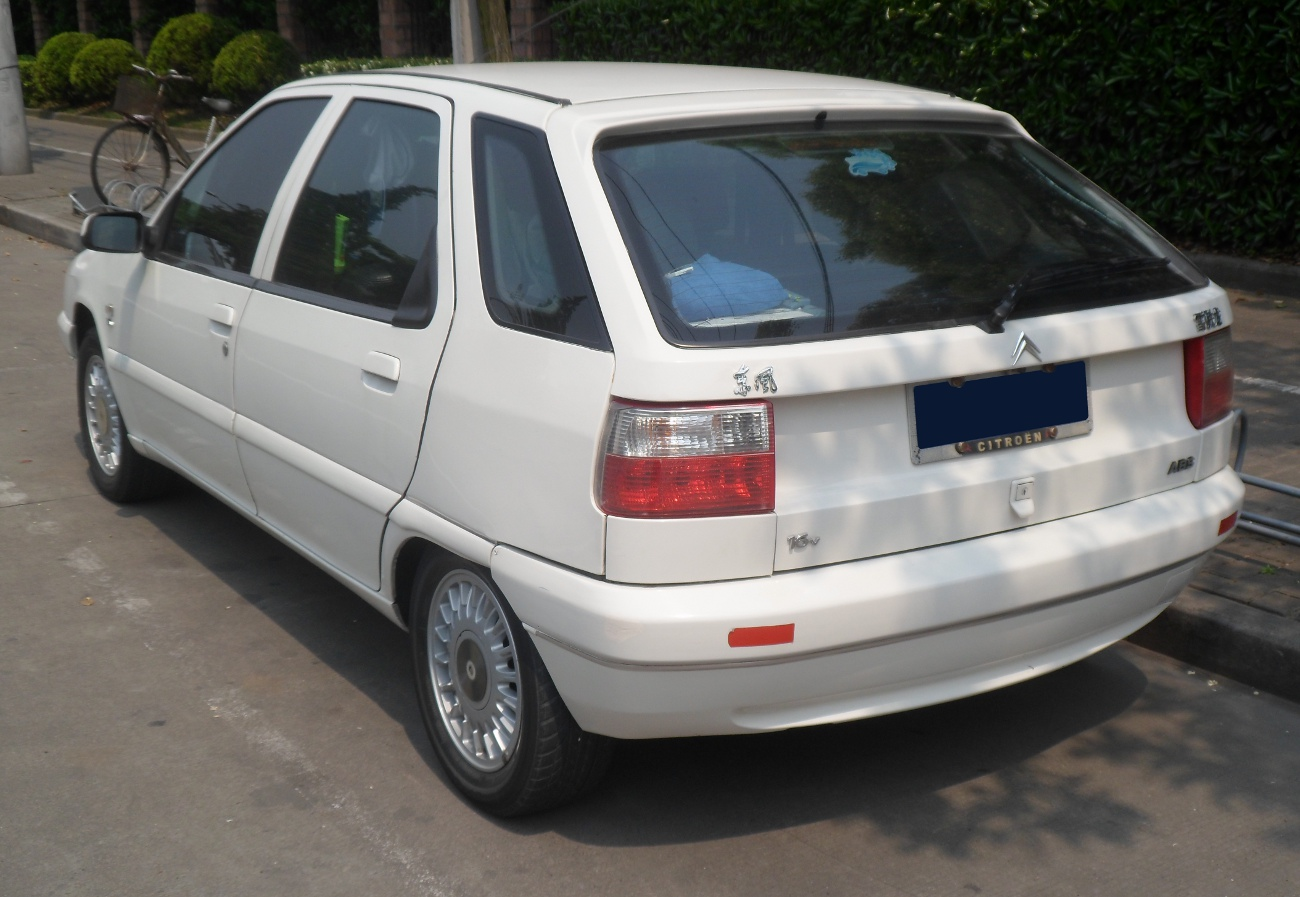
Vista posteriore di una Fukang

Entro la fine di quello stesso 1992, viene presentato il primo frutto della nuova collaborazione fra la Casa del "double Chevron" e la Dongfeng, ossia la Fukang DC7140, praticamente una Citroën ZX proposta inizialmente per saggiare le reazioni del pubblico cinese di fronte a questa vettura. La sigla DC7140 fu scelta in quanto i caratteri che la compongono ricordano quelli che i cinesi utilizzano per l'espressione "prosperità e salute". Ma la vettura diverrà nota in Cina semplicemente come Fukang e la sua commercializzazione non avverrà che all'inizio del 1996: per quell'anno e per l'anno successivo, le previsioni di vendita della joint-venture erano rispettivamente di 37.000 e 75.000 esemplari, che sarebbero arrivati a ben 150.000 nel 2000. Ma la realtà dei fatti si rivelò ben meno incoraggiante: il 1996 ed il 1997 si chiusero con appena 7.200 e 28.000 esemplari prodotti, che a malapena riuscirono a superare le cinquantamila unità all'alba del nuovo secolo. Le ragioni di tali insuccessi stavano nella precaria organizzazione della produzione, che causò ritardi, i quali si ripercossero negativamente nei tempi di attesa da parte del cliente. Inoltre, la Fukang venne proposta pressoché identica alla ZX europea, ma in Cina erano sempre stati scarsi i consensi nei confronti delle berline a due volumi. Per questo, già nel 1998, alla gamma venne aggiunta anche un'inedita variante a tre volumi. Il 1998, tra l'altro, fu anche l'anno in cui avvenne la già menzionata cessazione della collaborazione fra Peugeot e Guangzhou, sempre a causa delle scarse vendite. Tuttavia, ancora una volta, la joint-venture fra Citroën e Dongfeng venne mantenuta.

### La crescita all'alba del nuovo secolo

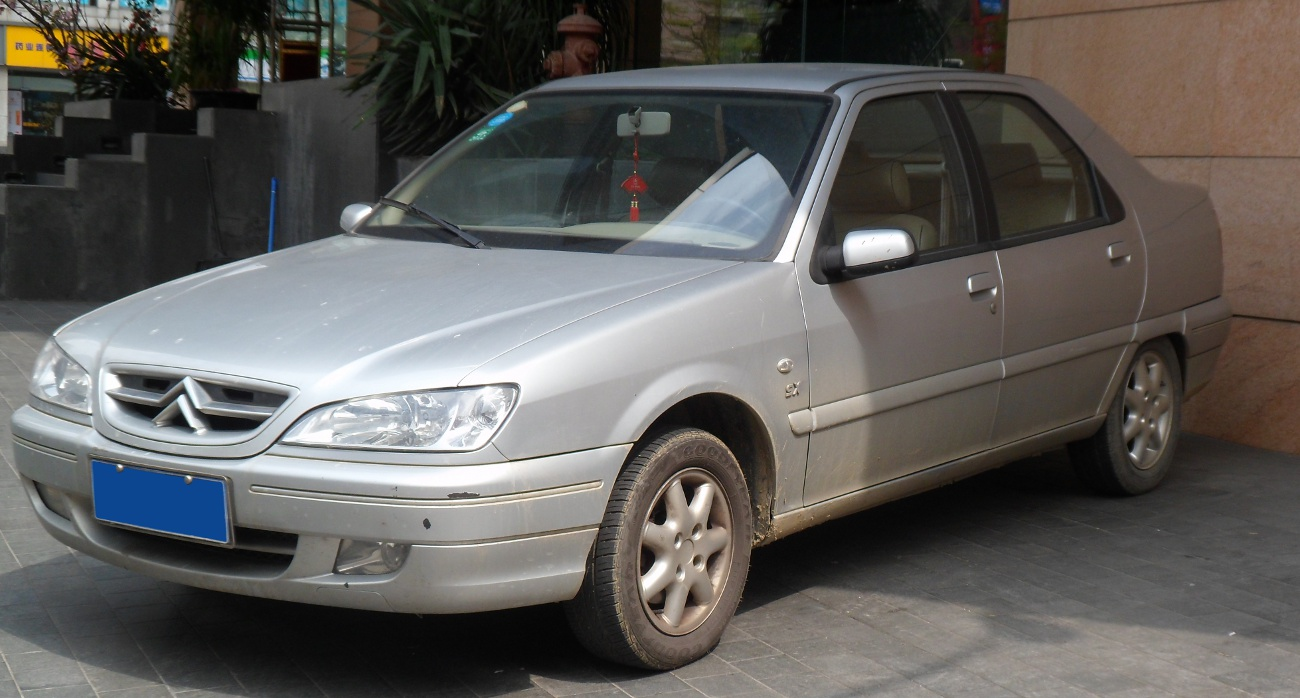
La prima generazione della Elysée, chiamata ad affiancare ed in seguito a sostituire la Fukang

In effetti, la Dongfeng, la cui produzione di autocarri era stata fino a quel momento la zoccolo duro della sua attività industriale, continuò su questo trend ed anche nel 2001 la produzione di autocarri continuò a rappresentare il 73% dell'attività della Dongfeng, anche nonostante la presenza del marchio Citroën. In quello stesso periodo, la Peugeot si limitò ad importare modelli di produzione europea dopo l'insuccesso della produzione in Cina assieme alla Guangzhou. Ma a partire dal 2002, anche il marchio del Leone Rampante tornò alla ribalta, stavolta unito assieme alla Citroën nella collaborazione con la Dongfeng. Fu solo a questo punto che la ragione sociale venne mutata in quella definitiva di Dongfeng Peugeot-Citroën Automobiles, indicata anche con la semplice sigla DPCA. La produzione automobilistica venne a questo punto riorganizzata in funzione di una maggior varietà di modelli e divisa nei due marchi. Soprattutto alla Peugeot fu affidato il ruolo di gamma-guida, proponendo modelli più recenti e di maggior impatto commerciale, mentre la Fukang cominciava ad essere decisamente superata dal punto di vista stilistico, anche nonostante il restyling che diede vita alla prima generazione della C-Elysée. Mentre il settore delle berline Citroën cominciava dunque a sentire il peso degli anni, la Casa del "double chevron" ampliò la propria offerta proponendo anche la monovolume Xsara Picasso. Si arrivò così al 2004, anno in cui venne lanciata la prima Peugeot specifica per il mercato cinese, ossia la 307 Sedan, versione a tre volumi della popolare hatchback di successo in Europa. Va sempre sottolineato che la produzione con i due marchi avveniva comunque sempre sotto l'egida e la supervisione della Dongfeng, oltre che del Gruppo PSA.

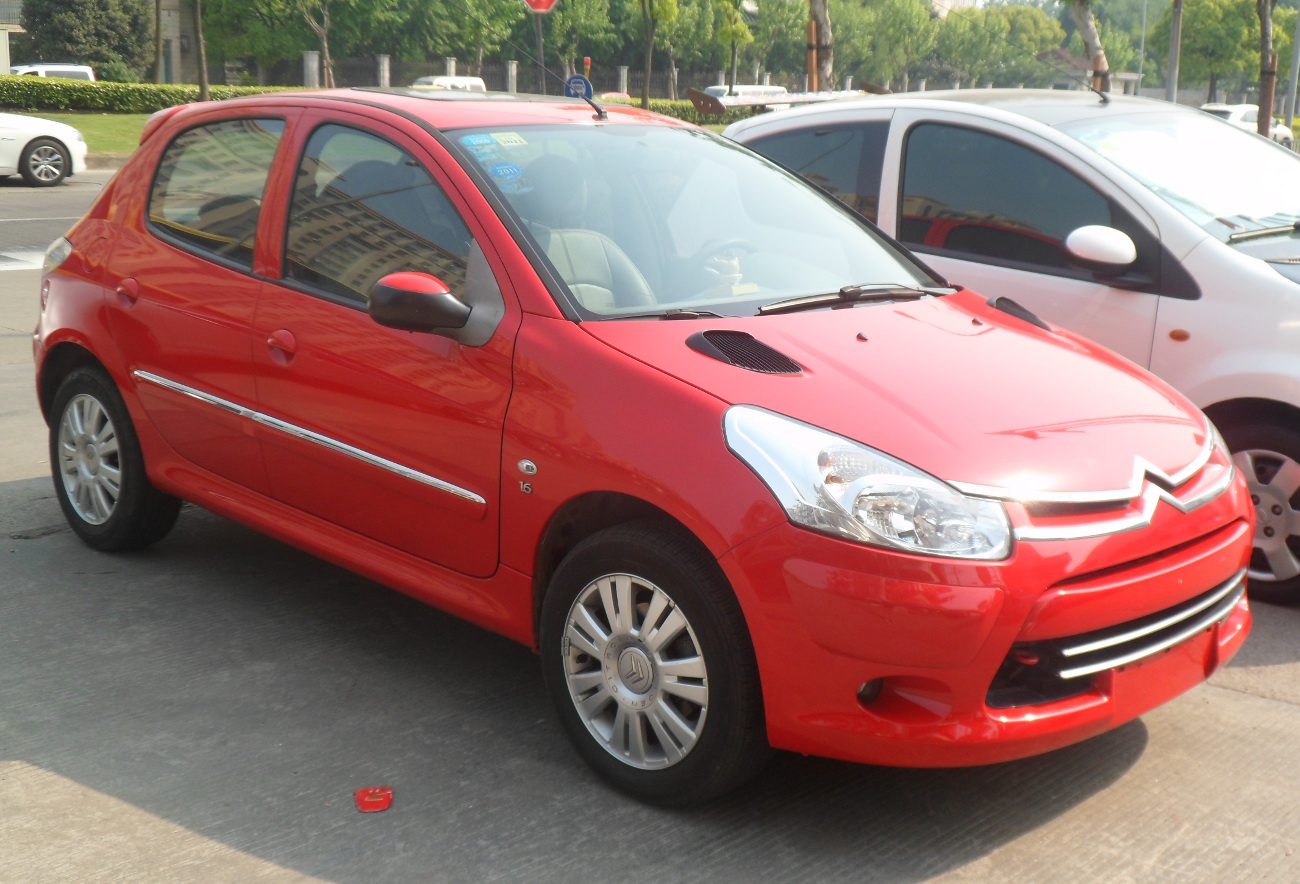
Una Citroën C2 prevista per il mercato cinese

Durante il primo lustro del XXI secolo il mercato cinese stava rapidamente espandendosi, ma nonostante ciò, la DPCA stentava a raggiungere risultati commerciali all'altezza delle aspettative. Già nel 2000, la flessione nella sua quota di mercato in Cina raggiunse il 9%, mentre nel 2004 la sua penetrazione scese di un altro 5%. Ma finalmente, nel 2005 vi fu un nuovo rialzo che avrebbe dato luogo ad un trend positivo nel corso degli anni seguenti. Nel 2005 la gamma era composta solamente da due modelli: la C-Elysée, ormai superata, e la 307 sedan, decisamente più moderna su tutti i fronti. Ma già nel 2006 la gamma di modelli di produzione Dongfeng-PSA fu decisamente ampliata con l'arrivo di nuovi modelli: a gennaio fu introdotta la Peugeot 206 per il mercato cinese, simile in tutto e per tutto alla omonima utilitaria venduta in Europa; nel mese di aprile vi fu invece il lancio di un nuovo modello specifico, la Citroën C-Triomphe, ossia una Citroën C4 di prima generazione, ma con passo allungato e carrozzeria a 3 volumi; infine, in dicembre debuttò la C2 per il mercato cinese, che in realtà non aveva nulla a che vedere con la C2 europea, ma si trattava di una 206 con frontale completamente ridisegnato secondo gli stilemi della Citroën.
Nel 2007 le vendite della DPCA subirono un nuovo arresto: ma in realtà, tali difficoltà non derivavano dallo scarso consenso della potenziale clientela, bensì dalle capacità produttive degli impianti di Wuhan e Xiangyang, troppo ridotte per soddisfare la domanda del mercato. Per questo, già nel 2006, la DPCA annunciò l'apertura, entro la fine del decennio, di un nuovo stabilimento a Wuhan, in maniera tale da raggiungere le 450.000 unità annue. Il 2007 vide fra l'altro l'arrivo della nuova Citroën C-Elysée, stilisticamente più moderna della Elysée che andò a sostituire, ma tecnicamente e strutturalmente ancora basata sull'ormai vetusta ZX. Nello stesso anno, viene inoltre introdotta la 207 per il mercato cinese, ossia una 206 fortemente ristilizzata che somigliava molto alla 206 Plus prodotta e commercializzata in Europa, ma che a differenza di quest'ultima veniva proposta anche con carrozzeria a tre volumi. Le vendite ricominciarono a salire solo a partire dal primo semestre del 2008, anche se inizialmente solo in minime percentuali.

### L'espansione e l'entrata in PSA

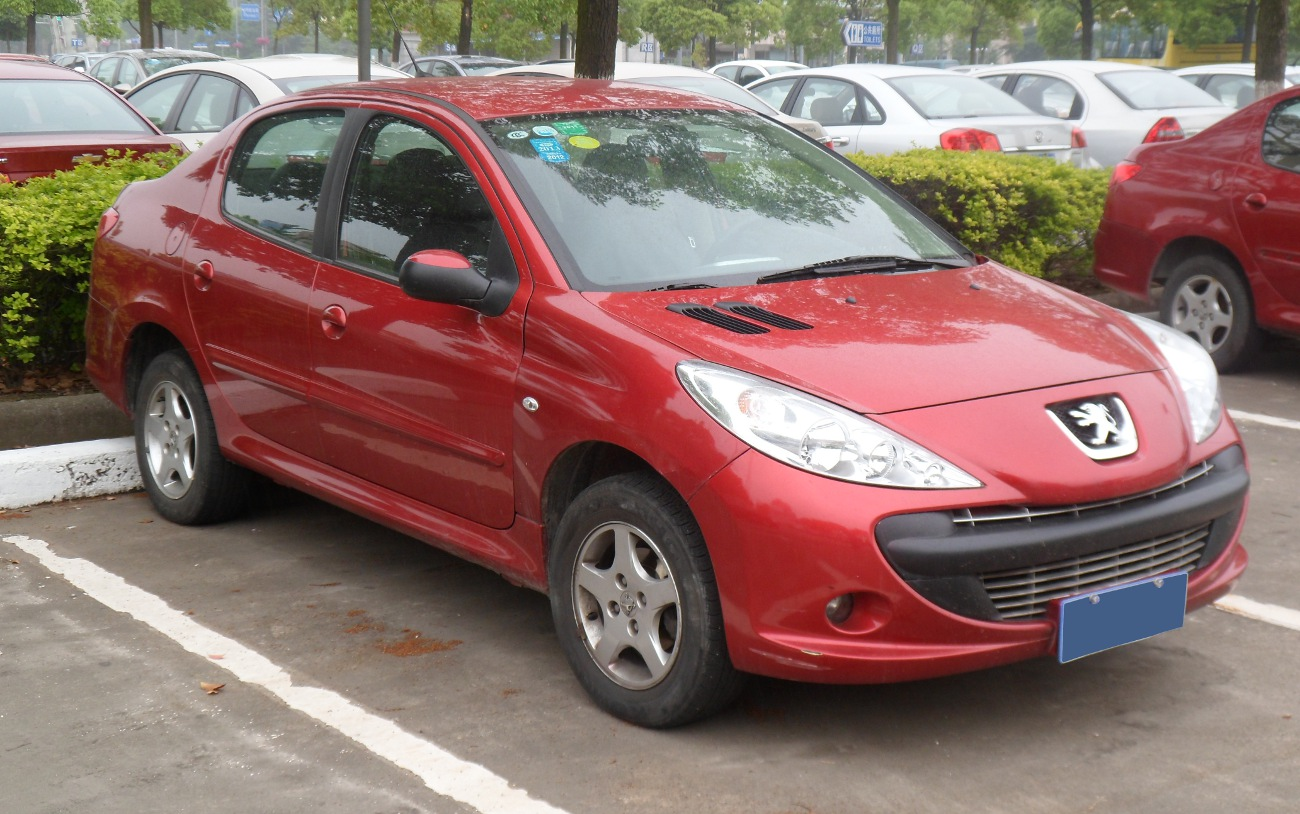
Una 207 berlina a 3 volumi e a 4 porte

Paradossalmente, fu l'arrivo della grande recessione a favorire in misura massiccia il mercato cinese: il crollo delle vendite in Europa e in Nordamerica spinse le grandi Case automobilistiche ad investire molto di più nei mercati euroasiatici, Cina in primis. Il gruppo PSA non fece eccezione e negli anni a cavallo fra i due decenni preparò insieme al partner cinese il lancio di nuovi modelli. Alla vigilia della crisi finanziaria, la gamma proposta in Cina dalla DPCA era così composta:
- Citroën C2;
- Peugeot 206;
- Peugeot 207 3p/4p;
- Citroën C-Elysée;
- Citroën C-Triomphe.

Tra il 2009 e il 2010 vi furono tre nuovi arrivi: al vertice della gamma arrivò anche per il mercato cinese la seconda generazione della C5, che si posizionò al di sopra della C-Triomphe. Tra quest'ultima e la C-Elysée arrivò la Citroën C-Quatre (una C4 di prima generazione a tre volumi, ma con passo non allungato). Infine, la Peugeot 408 (ossia una berlina a tre volumi basata sulla 308 prima serie), chiamata a sostituire le 307 Sedan di punta (ma non quelle di base). Il 2009 vide anche la nascita del marchio Dongfeng Fengshen che di lì a poco proporrà quattro modelli di fascia media, due berline a 3 volumi (A60 ed S30), una berlina a due volumi (H30) ed un SUV (H30 Cross).

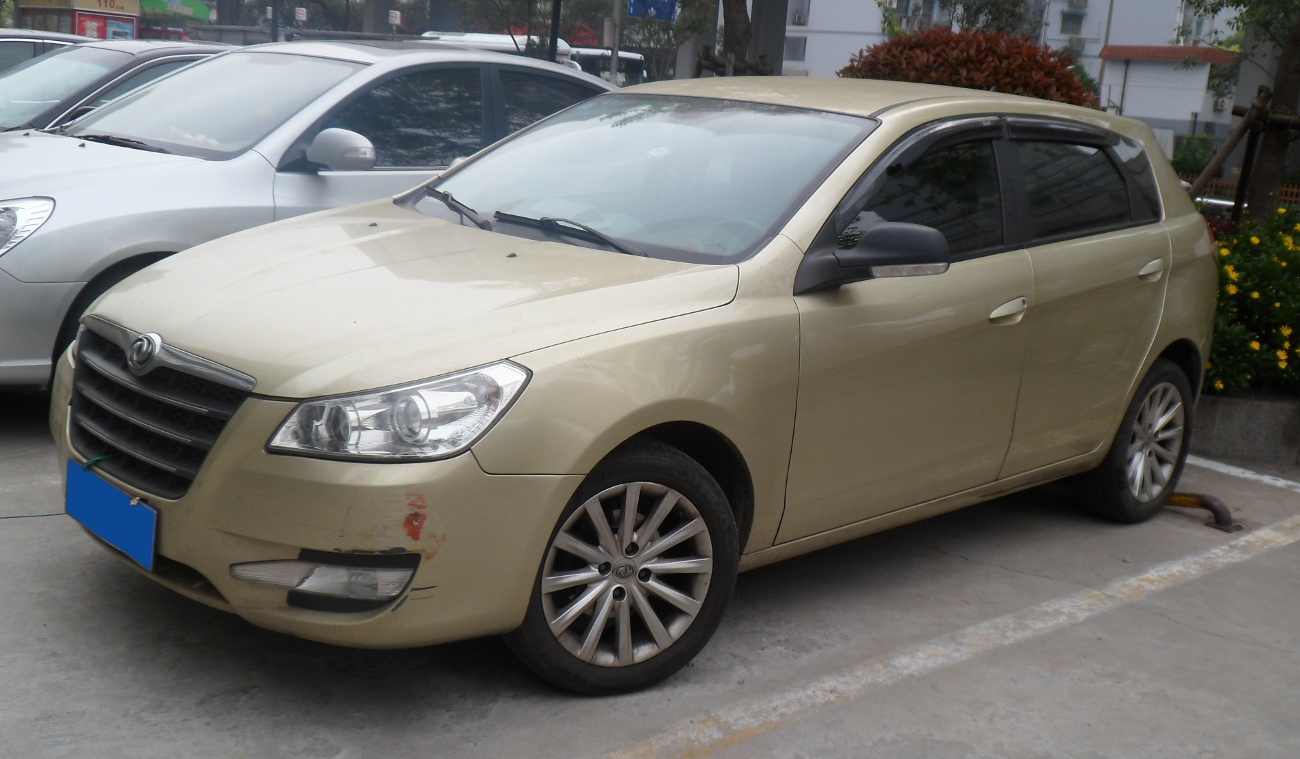
Una Fengshen H30

Intanto le vendite continuarono a seguire un moderato trend positivo, ma per la DPCA non bastò: per questo, oltre ad altri nuovi modelli lanciati nel 2011 con marchio Peugeot, venne annunciata la nascita di un nuovo marchio denominato DS, che avrebbe annoverato modelli dalle finiture e dall'allestimento particolarmente lussuoso. Ma la produzione di tali modelli non avrebbe riguardato la DPCA in quanto il gruppo PSA avrebbe stipulato una seconda joint-venture con la Chang'an Motors per la produzione sotto questo marchio. A questo punto avvenne un fatto paradossale: mentre in Europa il gruppo PSA cominciò a risentire pesantemente degli effetti della crisi finanziaria, tanto da richiedere la vendita del 7% del pacchetto azionario alla General Motors, le entrate della DPCA presero a salire in maniera sostenuta, tanto che al termine del primo semestre del 2014 arrivarono al 28% rispetto all'anno precedente, pari ad oltre il doppio della media nazionale (che era invece del 12,3%). Anche la reputazione delle vetture prodotte dalla DPCA si consolidò in maniera assai decisa: finalmente, gli affari cominciarono ad andare a gonfie vele.
Nel 2013, venne aperto un terzo stabilimento a Wuhan, grazie al quale la potenzialità produttiva poté passare da 450.000 a 600.000 esemplari l'anno. Nel frattempo avvenne il lancio dei due modelli "gemelli" 301 e C-Elysée II, basati sulla Peugeot 208, ma con carrozzeria a tre volumi ed un design sensibilmente più moderno. Mentre la prima, nel giro di un anno e mezzo avrebbe sostituito la 207 a 3 volumi, la C-Elysée II andò semplicemente a sostituire la prima C-Elysée.
L'anno seguente il gruppo PSA, ancora in crisi profonda, sciolse il sodalizio con la General Motors e rivendette il 14% del suo pacchetto azionario proprio alla Dongfeng. L'arrivo di Carlos Tavares al vertice del gruppo PSA ed il suo piano di riassetto aziendale hanno contribuito a risollevare le sorti del colosso francese proprio nel momento in cui il mercato cinese ha cominciato a rallentare. Intanto la C-Elysée ha cominciato addirittura una brillante carriera sportiva con il suo impiego nel WTCC: nel 2014 e nel 2015 la vettura ha stravinto conquistando i due titoli (Piloti e Costruttori) in entrambe le edizioni. Sempre nel 2014 si è avuto il lancio di nuovi modelli specifici per il mercato cinese, vale a dire la seconda generazione della 408, basata sulla 308 seconda serie, e la Citroën C3-XR, ossia una C3 in versione CUV.
Il Salone di Pechino del 2016 ha visto la presentazione della nuova generazione della Citroën C6 II, che in realtà non è altro che una Peugeot 508 sottoposta ad un profondo restyling. A questo punto, la gamma prodotti della DPCA è composta come segue:
| Peugeot              | Citroën             | DS     | Fengshen     |
| -------------------- | ------------------- | ------ | ------------ |
| Peugeot 301          | Citroën C-Elysée II | DS 4S  | Fengshen L60 |
| Peugeot 308 S        | Citroën C4 Berline  | DS 5   | Fengshen A9  |
| Peugeot 308 II Sedan | Citroën C4L         | DS 5LS | -            |
| Peugeot 408 II       | Citroën C5 II       | DS 6   | -            |
| Peugeot 508          | Citroën C6 II       | -      | -            |
| Peugeot 3008         | Citroën C3-XR       | -      | -            |

Nel giugno 2020 l’accordo di joint venture tra i due costruttori viene esteso fino al 2037.